# Ixorida kinabaluensis
Ixorida kinabaluensis är en skalbaggsart som beskrevs av Franz Antoine 1986. Ixorida kinabaluensis ingår i släktet Ixorida och familjen Cetoniidae. Inga underarter finns listade i Catalogue of Life.